# Limiteur de courant de défaut
Pour les articles homonymes, voir limiteur (homonymie) et FCL.
Les limiteurs de courant de défaut sont des appareils électriques permettant de limiter la valeur du courant en cas de défaut électrique et notamment de court-circuit. Ces derniers sont en effet beaucoup plus élevés que les courants nominaux, ce qui impose de nombreuses contraintes dans le dimensionnement des autres appareils électriques d'un poste électrique. Par ailleurs, la valeur du courant de court-circuit augmente avec le nombre de centrales électriques connectées au réseau, il est donc possible que les équipements d'un poste ne soient plus adaptés aux contraintes en matière de court-circuit s'ils sont anciens. La mise en place d'un limiteur de courant peut alors permettre d'éviter d'avoir à remplacer des équipements.
La manière la plus simple de limiter le courant de court-circuit est d'insérer une inductance en série avec la ligne électrique, que ce soit sous forme de bobine ou en choisissant des transformateurs ayant une impédance de court-circuit plus élevée. Toutefois cela n'est pas désirable, car les inductances consomment de la puissance réactive, causant ainsi des pertes et une chute de tension sur les longues lignes. Un limiteur de courant de défaut idéal a une inductance nulle en condition normale et infinie en cas de défaut.
Si le concept est ancien, les limiteurs de courant en sont encore à leurs balbutiements. Plusieurs concepts différents existent : en pont à semiconducteurs, à noyaux magnétiques biaisés, supraconductif résistif, à métal liquide et pyrotechnique. Des coûts de construction trop élevés expliquent pour l'instant leur faible utilisation.

## Principe

### Courant de court-circuit
Par définition un court-circuit est la connexion entre deux points d'un circuit électrique qui ont des potentiels différents. Dans le cas des réseaux électriques cela désigne principalement la connexion d'un point en haute tension à la terre. En l'absence d'élément impédant entre le générateur et la terre, le courant devient alors infini. Toutefois, les lignes, les transformateurs et les générateurs introduisent des impédances parasites dans le circuit qui limitent ce courant.
{\displaystyle I_{cc}={\frac {U}{\sum {Z}}}}
Le courant de court-circuit {\displaystyle I_{cc}} est égale à la tension du réseau divisé par la somme des impédances placées entre le générateur et le point de court-circuit. Concrètement le courant peut atteindre des valeurs allant de 6 à 20 fois le courant nominal du réseau. Par ailleurs, plus la puissance des générateurs connectés au réseau augmente plus le courant de court-circuit devient grand. Ainsi aux États-Unis, la construction de centrales de cogénération pose problème au réseau électrique.
Les équipements électriques doivent être dimensionnés en conséquence afin de résister à un tel courant et aux forces électromagnétiques qu'il induit sans dommage irréversible. Ainsi les enroulements des transformateurs de puissance doivent résister mécaniquement aux forces de Laplace qui apparaissent dans ce cas. Les disjoncteurs doivent quant à eux être capables d'interrompre rapidement un courant aussi élevé. Si la puissance de court-circuit du réseau augmente après la construction du poste électrique et que les équipements ne sont plus adaptés, il faut théoriquement les remplacer.

### Limiteur de courant de défaut
Afin d'éviter le surdimensionnement impliqué par les courts-circuits, ou d'éviter le remplacement d'un équipement, il semble intéressant de trouver un moyen afin de limiter le pic de courant qu'ils produisent.
Pour limiter le courant de défaut, il existe plusieurs méthodes. Celles dites passives sont permanentes : elles sont présentes même en absence de défaut. Toutefois, elles sont soit chères, soit présentent des défauts importants en temps normal : chute de tension, consommation de puissance réactive.
Un limiteur de courant de défaut idéal a une inductance nulle en temps normal et infinie en cas de défaut. On parle de méthode active.

### Autres intérêts
Les limiteurs de courant peuvent, sous certaines conditions, améliorer la stabilité dynamique des réseaux.

### Contraintes de conception
Il faut éviter qu'un limiteur de courant ne vienne augmenter dans de trop fortes proportions la tension transitoire de rétablissement. Par ailleurs, il ne doit causer en régime permanent ni chute de tension, ni harmoniques, ni ferrorésonance.
Il doit limiter le courant très rapidement : au bout de 1 à 2 ms. Sa consommation de puissance active et réactive doit être aussi faible que possible en régime permanent. Par ailleurs, il faut éviter qu'il n'ait besoin de temps pour retrouver ses capacités. Cela veut dire également que les pièces à remplacer après déclenchements sont à éviter. Des successions de courts-circuits ne sont pas rares. Enfin il doit être aussi fiable que possible.

## Histoire
En 1972, un brevet américain propose d'utiliser un élément supraconducteur afin de limiter le courant de défaut.
Entre 1979 et 1990, Mathias Noe dénombre pas moins de 13 projets abandonnés de recherche sur les limiteurs de courant de défaut. Ces recherches menées par les principaux constructeurs de matériels électriques portaient sur des technologies variées : supraconducteur résistif, supraconducteur inductif, à noyau magnétique biaisé, à noyau magnétique blindé. Les supraconducteurs utilisés étaient les BSCCO, YBCO et NbTi.
Les progrès dans les années 2000 par les supraconducteurs à haute température qui peuvent être refroidis à l'azote liquide à la place d'hélium liquide, ce qui est moins cher et plus simple à réaliser, donnent un nouvel élan à la recherche.
Le premier limiteur de courant utilisant des supraconducteurs a été mis en service en 1996 et a fonctionné pendant 1 an avant d'être abandonné, c'était un modèle blindé. Le premier limiteur de courant à supraconducteur résistif a été testé en 2004. Un limiteur de courant à semi-conducteurs à pont a été mis en place en 2006. Le premier limiteur à noyau magnétique biaisé a été testé sur site en 2008,.
En 2008, pas moins de 18 projets de recherche planchaient sur le sujet. Sept projets avaient déjà fait des essais sur site. Ceux ayant la plus haute tension étaient les projets d'AMSC allié avec Siemens avec une tension de 63 kV et celui d'IGC Superpower avec une tension de 80 kV, le tout en triphasé. Ces modèles utilisent du YBCO. Un modèle de tension nominale 138 kV et de courant nominal 900 A utilisant la même technologie a également été testée en 2011,.
En 2012, le CIGRÉ écrivait que si de nombreuses études sur le sujet avaient été réalisées, avec quelques prototypes testés en moyenne tension, aucune des solutions apportées pour l'instant n'était pleinement acceptable économiquement.

## Technologie

### Technologie passive
La manière la plus simple de limiter le courant de court-circuit est d'insérer une inductance en série avec la ligne électrique, que ce soit sous forme de bobine ou en choisissant des transformateurs ayant une impédance de court-circuit plus élevée. Toutefois cela n'est pas désirable, car les inductances consomment de la puissance réactive, causant ainsi une chute de tension sur les longues lignes. Ils peuvent également interagir avec d'autres éléments et causer des résonances. En outre, ils sont des sources de pertes et augmentent la tension transitoire de rétablissement.
On peut aussi diviser les jeux de barres, pour que chacun soit connecté à moins de sources de puissance susceptibles d'alimenter le court-circuit. Cela oblige à augmenter le nombre de jeux de barre. Par ailleurs, si cela limite le nombre de sources de puissance disponibles en cas de défaut, il en est de même en temps normal, l'alimentation des charges est donc moins flexible. Une autre méthode consiste à mettre à la terre les équipements électriques à travers une impédance, elle n'apparait alors dans le circuit qu'en cas de court-circuit à la terre, mais a le défaut d'élever la tension du neutre des équipements électriques, qui doivent donc être plus fortement isolés diélectriquement à cet emplacement.
Une ouverture séquentielle des disjoncteurs peut également être envisagée. Concrètement, si un défaut est détecté, un disjoncteur en amont du défaut va s'ouvrir d'abord afin de limiter le courant de court-circuit vu par le disjoncteur proche du défaut. Cela a le défaut de rallonger la durée d'effacement du défaut, ce qui comporte des risques pour les équipements électriques.

### Technologie active
Les technologies actives doivent être capables de basculer rapidement entre leur état normal et leur état limiteur de courant. Dans un réseau de fréquence 50 ou 60 Hz, il faut que la limitation advienne au bout de 1 à 2 ms pour être efficace.

#### À semiconducteurs

##### À semiconducteurs en série

Schéma d'un limiteur de courant à semiconducteur

Un limiteur de courant de défaut à semiconducteurs peut être schématisé par deux éléments semiconducteurs montés en tête-bêche. Naturellement chacun de ces éléments est lui-même constitué de nombreux semiconducteurs montés en série : plus la tension est élevée plus leur nombre est grand. Si les semiconducteurs utilisés sont des thyristors, en cas de court-circuit, le système commence par limiter le courant, mais ne peut l'interrompre qu'au premier zéro du courant. Si des GTO, IGCT ou IGBT sont employés, l'interruption peut être instantanée : de l'ordre de 100 us. Au moment de l'interruption, le système insère une résistance dans le circuit pour absorber l'énergie. Ils sont très rapides et permettent de limiter non seulement les défauts, mais également les courants d'enclenchement et les chocs de manœuvre. Le coût important doit donc être mis en relation avec le gain en durée de vie procuré aux transformateurs ainsi protégés.
Un des principaux problèmes est que les éléments semiconducteurs sont continuellement traversés par le courant: ils produisent donc des pertes. Celles-ci sont plus élevées pour les IGBT que pour les IGCT ou les GTO, il est donc peu probable qu'ils soient utilisés pour cette application. Les thyristors sont les meilleurs dans le domaine, mais leur incapacité à interrompre le courant est un désavantage. Des circuits existent toutefois pour surmonter ce problème.

##### À semiconducteurs en pont
Une des solutions pour construire un limiteur de courant de défaut est d'introduire un pont de diodes dans le circuit équipé d'une source de tension continue. Cette dernière génère un courant I0, choisi de sorte qu'en cas de fonctionnement normal, le courant nominal crête soit inférieur à I0/2. Ainsi les diodes sont toujours conductrices en cas normal, la bobine n'est pas visible par le circuit. En cas de court-circuit, le courant devient supérieur à I0/2, 2 diodes se bloquent alors à chaque demi-période, le courant traverse alors la bobine qui le limite.
L'un des défauts du dispositif est que le courant traverse constamment les diodes ce qui entraîne des pertes. À l'inverse, il a l'avantage de ne pas avoir besoin de temps de repos entre 2 courts-circuits pour retrouver son pouvoir limiteur.

Fonctionnement d'un limiteur de courant
Schéma d'un pont à semi-conducteur limiteur de courant
Fonctionnement en temps normal. Le courant ne traverse pas la bobine
En cas de court-circuit, le courant devient plus grand que I0/2, certaines diodes se bloquent, le courant traverse la bobine qui limite le courant

#### À supraconducteurs
Les matériaux supraconducteurs ont la propriété d'avoir une résistance quasiment nulle quand ils sont dans l'état supraconducteur. Ils n'ont dans ce cas pas d'effet négatif sur le réseau. Le dépassement de la température critique, du courant critique ou du champ magnétique externe critique du matériau entraîne un retour à un état normal où sa résistance est beaucoup plus élevée. L'élément supraconducteur est dimensionné de sorte qu'en régime nominal il se trouve dans l'état supraconducteur et n'oppose aucune résistance au courant, par contre il doit revenir à l'état normal en cas de court-circuit, auquel cas il limite le courant. Après ce passage à l'état normal, l'élément supraconducteur a besoin de temps pour revenir à l'état supraconducteur.

##### Supraconducteur blindé

Limiteur de courant de défaut à supraconducteur blindé

Un limiteur de courant de défaut à supraconducteur blindé, consiste en un transformateur en série avec la ligne, dont le secondaire est formé par une unique spire faite en supraconducteur. Parmi ses avantages, le fait que le courant ne traverse pas l'élément refroidi limite son besoin en refroidissement, la possibilité de choisir le nombre de spires au primaire du transformateur évite les problèmes de point chaud dans le supraconducteur. Son défaut est sa taille et son poids plus importants qu'un limiteur de courant à supraconducteur résistif,.

##### Supraconducteur résistif
Un limiteur de courant à supraconducteur résistif est constitué d'un élément en supraconducteur qui conduit le courant en conditions normales. En cas de court-circuit, cet élément sort de son état supraconducteur et son impédance augmente fortement. Pour éviter sa destruction par surchauffe, un élément impédant doit être placé en parallèle : bobine ou résistance. Cet élément évite également que le courant soit complétement interrompu ce qui entraînerait une surtension sur le réseau.
Un des avantages du dispositif est d'être insensible aux pannes. Il est également très compact. La nécessité d'un temps de repos entre deux court-circuit est par contre désavantageux. Le fait que le courant nominal le traverse en permanence, fait que les pertes joules sont importantes et le système de refroidissement doit être dimensionné en fonction.

Limiteur de courant à supraconducteur
Limiteur de courant de défaut à supraconducteur résistif
Limiteur de courant de défaut à supraconducteur avec une inductance en parallèle
En temps normal, l'élément supraconducteur a une résistance nulle
En cas de court-circuit, l'élément supraconducteur retourne à l'état normal et limite le courant
Après un court-circuit, l'élément supraconducteur a besoin de temps pour revenir à l'état supraconducteur

#### Autres

##### Noyau magnétique biaisé

Schéma d'un limiteur de courant de défaut utilisant des noyaux magnétiques biaisés

Un limiteur de courant de défaut à noyau magnétique biaisé est constituée de 2 bobines mises en série dans le circuit. Pour limiter la valeur de l'inductance introduite en fonctionnement normal, elles sont saturées par un courant continu. La valeur de l'inductance est alors réduite, la pente de la courbe d'hystérésis au point de fonctionnement étant très faible. En cas de court-circuit, le fort courant fait sortir alternativement les bobines de leur état de saturation, l'inductance est alors grande ce qui limite le courant. Le secondaire peut être réalisé en matériaux supraconducteurs, mais ce n'est pas nécessaire,.
Ce système  a l'avantage de ne pas avoir besoin de temps de repos entre 2 courts-circuits pour retrouver son pouvoir limiteur, par contre l'inductance introduite dans le circuit en régime nominal est élevée. Il est également volumineux et lourd.

##### Pyrotechnique
Des limiteurs de courant utilisant des explosifs pour commuter le courant vers un fusible existent pour des tensions allant jusqu'à 40,5 kV. Concrètement, le courant passe en temps normal à travers un sectionneur, en cas de défaut un explosif vient ouvrir le contact. Le courant bascule alors dans le fusible qui va le limiter. Après chaque déclenchement, l'explosif et le fusible doivent être remplacés. Les courants nominaux maximum sont de 4 kA pour une tension de 17,5 kV et donc de 2,5 kA pour 40,5 kV. Le montage en parallèle de tels éléments permet d'augmenter le courant limité. Le courant est limité au bout de 5 à 10 ms,,.

##### À perméabilité variable
Les limiteurs de courant à perméabilité variable ont un circuit magnétique fait dans un matériau pré-aligné magnétiquement dans le domaine radial. Concrètement, l'impédance est faible en temps normal, mais augmente fortement en cas de court-circuit. Ce dispositif a l'avantage d'opérer à température ambiante, de ne pas avoir de temps de recouvrement et de ne pas nécessiter de commande extérieure.

##### À métal liquide
Les limiteurs de courant à métal liquide utilisent l'effet Pinch. Un métal liquide est placé dans un tube, il se trouve au fond en temps normal et conduit le courant. En cas de défaut, l'effet Pinch va faire monter le métal par capillarité dans le tube qui est beaucoup plus résistant ce qui limite le courant. Le défaut du processus est qu'il est relativement lent : 8 ms.

##### Hybride
Pour éviter les pertes lors du passage du courant nominal à travers un limiteur de courant à supraconducteur résistif, des modèles hybrides ont été proposés. L'idée est que l'élément supraconducteur ne conduit le courant qu'en cas de défaut. Un disjoncteur rapide doit permettre de faire la commutation.

##### FACTS
Certains types de FACTS, comme les TCSR et les IPC, en introduisant une inductance dans le réseau, ont la propriété de limiter le courant de court-circuit.

## Applications

Les limiteurs de courant de défaut (FCL) peuvent être employés: a) Après un transformateur, b) Entre deux sous-réseaux, c) Après un générateur

Lorsque deux parties du réseau sont connectées ensemble, un limiteur de courant évite que le défaut ne se propage de l'une vers l'autre. On peut ainsi imaginer connecter ensemble un réseau « fort », avec une grande puissance de court-circuit, avec un réseau faible sans que les équipements de ce dernier ne doivent être adaptés. Les bénéfices d'un tel couplage sont ceux qu'on associe au maillage des réseaux: plus grande redondance, meilleure stabilité, meilleure fiabilité.
Lorsqu'un limiteur de courant est placé entre un générateur ou un transformateur et le reste du réseau, il évite que les équipements du réseau soit dimensionnés pour un fort courant de court-circuit. On peut donc limiter l'impédance de court-circuit des transformateurs, ce qui limite leur consommation en puissance réactive et donc les pertes sur le réseau. On peut aussi économiser sur les disjoncteurs qui n'ont pas besoin d'être capables d'interrompre un courant si élevé.

## Aspects environnementaux
Les limiteurs de courant doivent avoir une influence sur l'environnement limitée. Le principal est qu'ils limitent les pertes électriques. Leur empreinte au sol est faible, ils tiennent pour la plupart dans un container. L'usage d'azote liquide dans le cas des limiteurs de courant à supraconducteur n'a  pas d'influence négative sur l'environnement. Il peut par contre présenter un risque au niveau de la sécurité: brûlure par le froid, asphyxie si l'oxygène devient trop rare dans une pièce close, explosion si le gaz s’étend dans un volume fermé.

## Aspects économiques
La plupart des modèles sont encore au stade de prototype, il est encore difficile de connaître leur coût de production à grande échelle.

## Fabricants
- ABB produit depuis 1960 des limiteurs de courant de défaut pyrotechnique. Il revendique en avoir livré plus de 3 000[28].
- Nexans a testé sur site de nombreux limiteurs de courant de défaut utilisant la technologie à supraconducteur résistif. Ses modèles ont des tensions nominales de 12 et 24 kV pour des courants nominaux allant de 100 à 1 000 A. Il revendique que son modèle ASL 12-100 est le premier limiteur de courant de défaut commercialisé au monde[34],[14].
- Depuis octobre 2011, Nexans allié à Siemens et American Superconductor commercialise un limiteur de courant supraconducteur résistif ou inductif, au choix, avec pour tension nominale 36 kV,[35].
- ABB, Alstom Grid, le CRIEPI avec TEPCO et Toshiba, un grand conglomérat américain contenant AMSC, IGC Superpower et l'EPRI entre autres, l'ERSE, l'European superpoli project, Hyundai, KEPRI, Nexans, Rolls-Royce, Southern California Edison, l'université d'Erlangen et Zenergy Power[36] ont tous des programmes de recherche et développement concernant les limiteurs de courant de défaut[14].

## Traductions
1. ↑  « Fault current limiter », FCL
2. ↑  « DC biaised Iron core »
3. ↑  « Superconducting Fault current limiter », SCFCL
4. ↑  « shielded » ou « iron core saturated »
5. ↑  « DC biased iron core »